# Данкан, Падди
Падди Данкан (англ. Paddy Duncan; 1894, Ирландия — 9 апреля 1949, там же) — ирландский футболист, нападающий.

## Клубная карьера
На клубном уровне выступал за столичный клуб «Сент-Джеймс Гейт». В составе «ворот» выиграл первый в истории чемпионат Ирландии, Кубок Ирландии и Лигу Лейнстера, сделав требл в сезоне 1921/22.

## Карьера в сборной
Был одним из семи игроков «Сент-Джеймс Гейт», включённых в заявку национальной сборной на VIII Летние Олимпийские игры, и одним из пяти, прибывших на турнир. Кроме Данкана, в Париж поехали Том Мерфи, Эрни Маккей, Чарли Дауделл и Майк Фаррелл, а в Ирландии остались Томми Онжье и Фрэнк Хини. На самом турнире сыграл во всех двух возможных матчах — со сборной Болгарии во втором раунде и со сборной Нидерландов в четвертьфинале. В матче с Болгарией забил гол, выведя свою команду в следующий этап. Также во время проведения Олимпиады появился на поле в товарищеском матче со сборной Эстонии. Матч был организован и назначен на 3 июня, так как обе сборные уже выбыли из турнира. Тогда же забил свой второй и последний гол за сборную. Уже после окончания Олимпиады, 14 июня, Данкан сыграл в товарищеском матче со сборной США, проходившем на «Далимаунт Парк». Это был его последний матч за сборную.

## Достижения

### Клубные

#### «Сент-Джеймс Гейт»
- Чемпион Ирландии: 1921/22

- Обладатель Кубка Ирландии: 1922

- Победитель Лиги Лейнстера: 1921/22

### В сборной
- Олимпиада 1924 года: 1/4 финала

## Внешние ссылки
- Профиль игрока (англ.) на сайте Transfermarkt
- Профиль игрока на сайте worldfootball.net